# La Houssière
La Houssière – miejscowość i gmina we Francji, w regionie Grand Est, w departamencie Wogezy.
Według danych na rok 1990 gminę zamieszkiwało 607 osób, a gęstość zaludnienia wynosiła 31 osób/km² (wśród 2335 gmin Lotaryngii La Houssière plasuje się na 532. miejscu pod względem liczby ludności, natomiast pod względem powierzchni na miejscu 186.).